# 刀水書房
株式会社刀水書房（とうすいしょぼう）は、歴史書を専門とする日本の出版社である。

## 概要
- 所在地：東京都千代田区西神田2-4-1 東方学会本館
- 代表取締役：中村文江
- 会長：桑原晶子
- 創業者：桑原迪也